# Peñoles
Peñoles er et mexicansk mineselskab, der ejes af Grupo BAL. Peñoles producerer guld, zink, bly og er verdens ledende sølvproducent. Peñoles har miner i Mexico og enkelte projekter i Sydamerika.